# 你騎自行車 我坐火車回家
「你騎自行車 我坐火車回家」（君は自転車 私は電車で帰宅）是日本的女子偶像組合℃-ute的第18張單曲。2012年4月18日由zetima發售。

## 概要
- 「你騎自行車 我坐火車回家」是繼「想見你的寂寞聖誕節」後第二首Ballad舞曲。此曲往後成為S/mileage第11張單曲「喜歡喔、純情反抗期。」的B面曲。
- 此單曲有7個版本，分別有「初回生産限定盤A - F」和「CD ONLY」。「初回生産限定盤A」收錄了「你騎自行車 我坐火車回家」的PV；「初回生産限定盤B - F」收錄了「你騎自行車 我坐火車回家」各成員的獨唱版本。
- 在4月30日於公信榜單曲週排行榜取得第3位。
- 此單曲是℃-ute出道以來Oricon公信榜單曲週榜首週銷量超過4萬張的單曲，亦是出道以來第1張銷量超過4萬的單曲。

## 收錄内容

### CD

#### 初回生産限定盤A，CD ONLY
1. 你騎自行車 我坐火車回家
（作詞・作曲：淳君 編曲：山崎淳）
2. 「愛是永恆」（「愛はいつもいつも」）
（作詞・作曲：淳君 編曲：corin.）
3. 你騎自行車 我坐火車回家(Instrumental)

#### 初回生産限定盤B
1. 你騎自行車 我坐火車回家
2. 「愛是永恆」
3. 你騎自行車 我坐火車回家（矢島舞美 Ver.）
  1. 矢島舞美主唱
4. 你騎自行車 我坐火車回家(Instrumental)

#### 初回生産限定盤C
1. 你騎自行車 我坐火車回家
2. 「愛是永恆」
3. 你騎自行車 我坐火車回家（中島早貴 Ver.）
  1. 中島早貴主唱
4. 你騎自行車 我坐火車回家(Instrumental)

#### 初回生産限定盤D
1. 你騎自行車 我坐火車回家
2. 「愛是永恆」
3. 你騎自行車 我坐火車回家（鈴木愛理 Ver.）
  1. 鈴木愛理主唱
4. 你騎自行車 我坐火車回家(Instrumental)

#### 初回生産限定盤E
1. 你騎自行車 我坐火車回家
2. 「愛是永恆」
3. 你騎自行車 我坐火車回家（岡井千聖 Ver.）
  1. 岡井千聖主唱
4. 你騎自行車 我坐火車回家(Instrumental)

#### 初回生産限定盤F
1. 你騎自行車 我坐火車回家
2. 「愛是永恆」
3. 你騎自行車 我坐火車回家（萩原舞 Ver.）
  1. 萩原舞主唱
4. 你騎自行車 我坐火車回家(Instrumental)

### DVD（初回生産限定盤A）
1. 你騎自行車 我坐火車回家（Dance Shot Ver.）